# 吴定宪
吴定宪（1944年6月—），福建福清人，中国共产党党员，中华人民共和国政治人物。

## 生平
1944年6月，吴定宪出生于福建省福清县（今福清市）。1968年12月参加工作，1974年12月加入中国共产党。1992年11月，吴定宪出任常德市人民政府代市长，1993年1月正式出任市长，1995年1月晋升为中共常德市委书记，2001年4月离职。:204
2001年，吴氏出任中共湖南省委第一副秘书长。2008年9月退休。